# Grob G 115

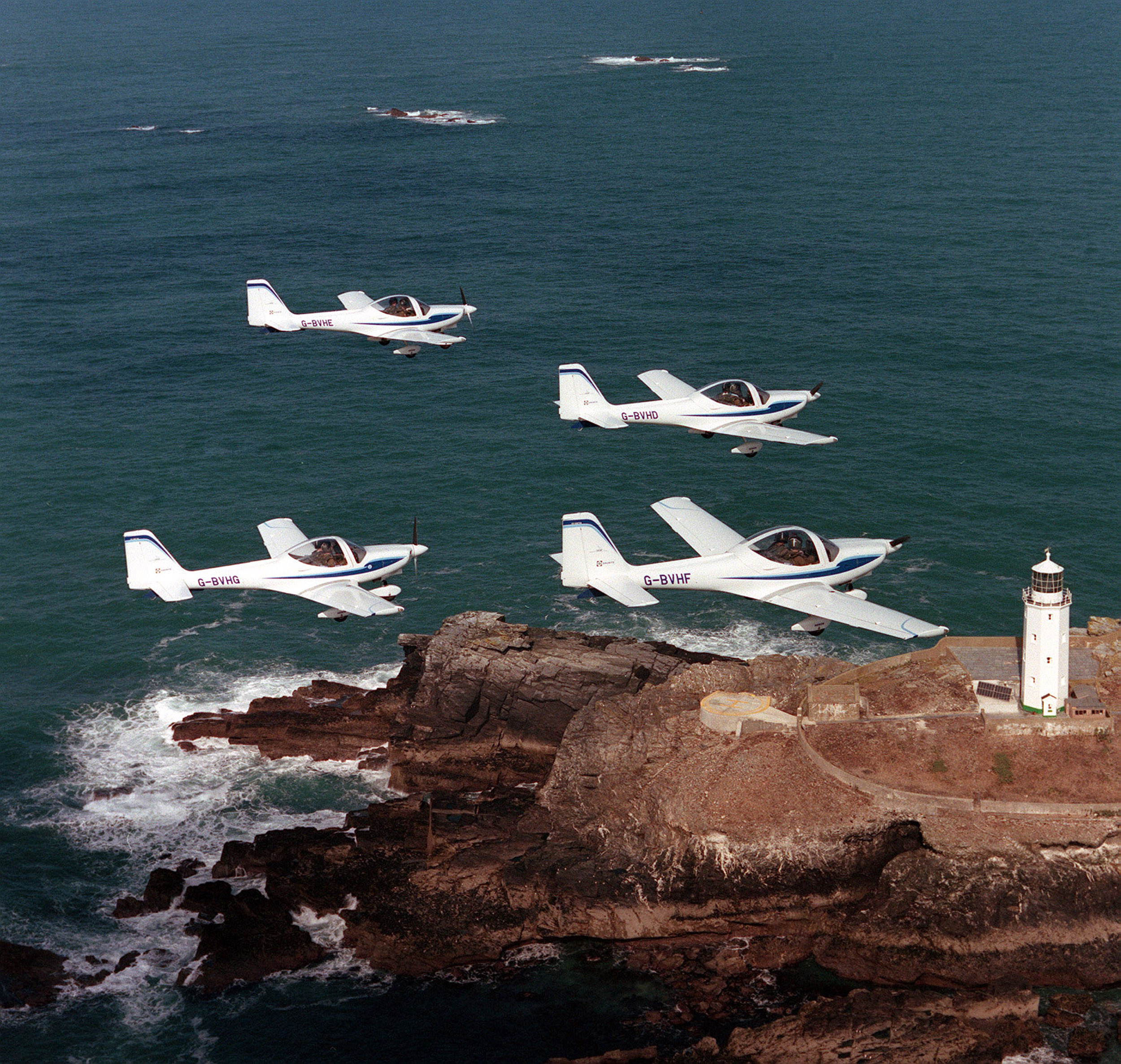

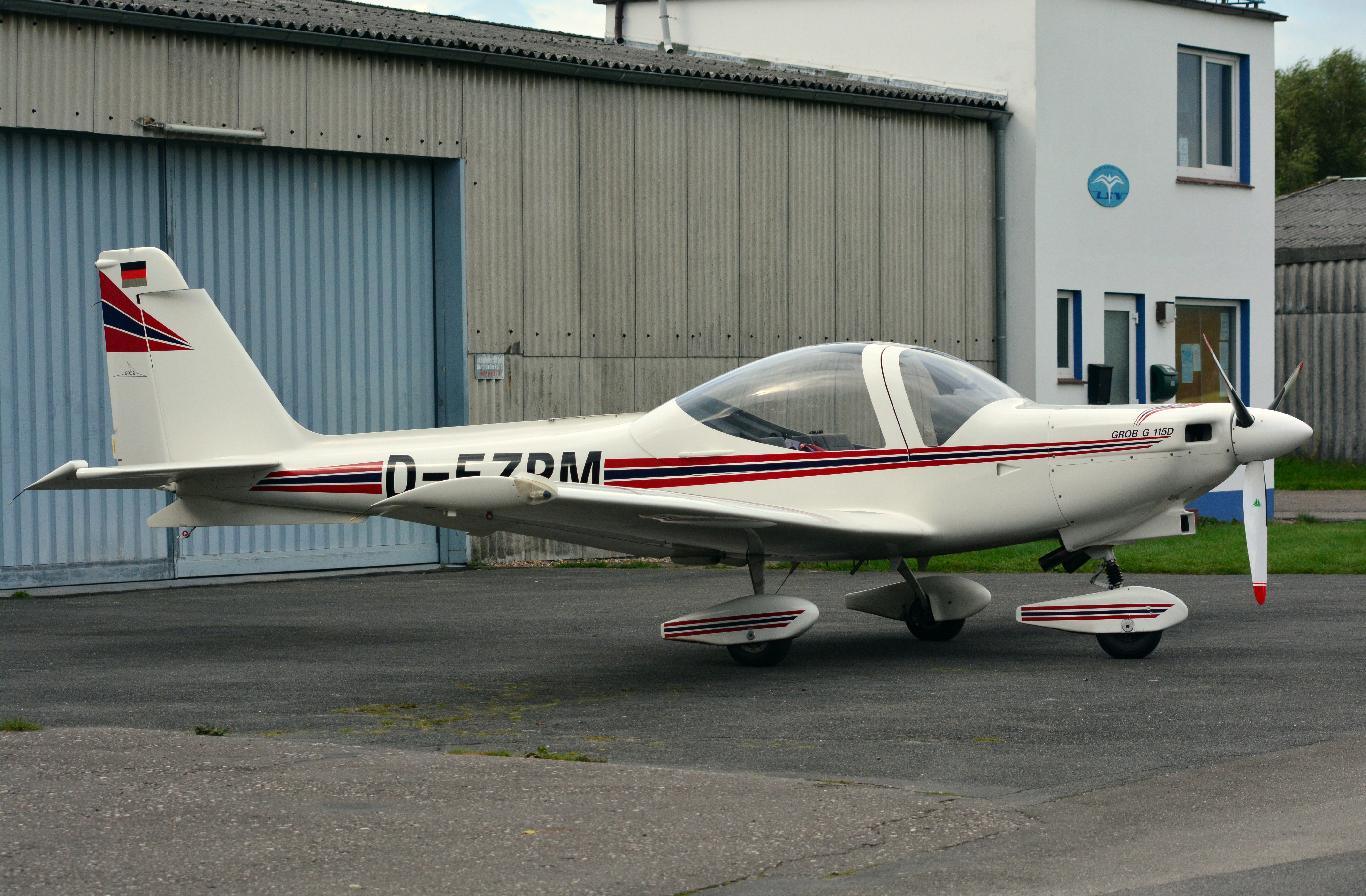
Grob 115 D

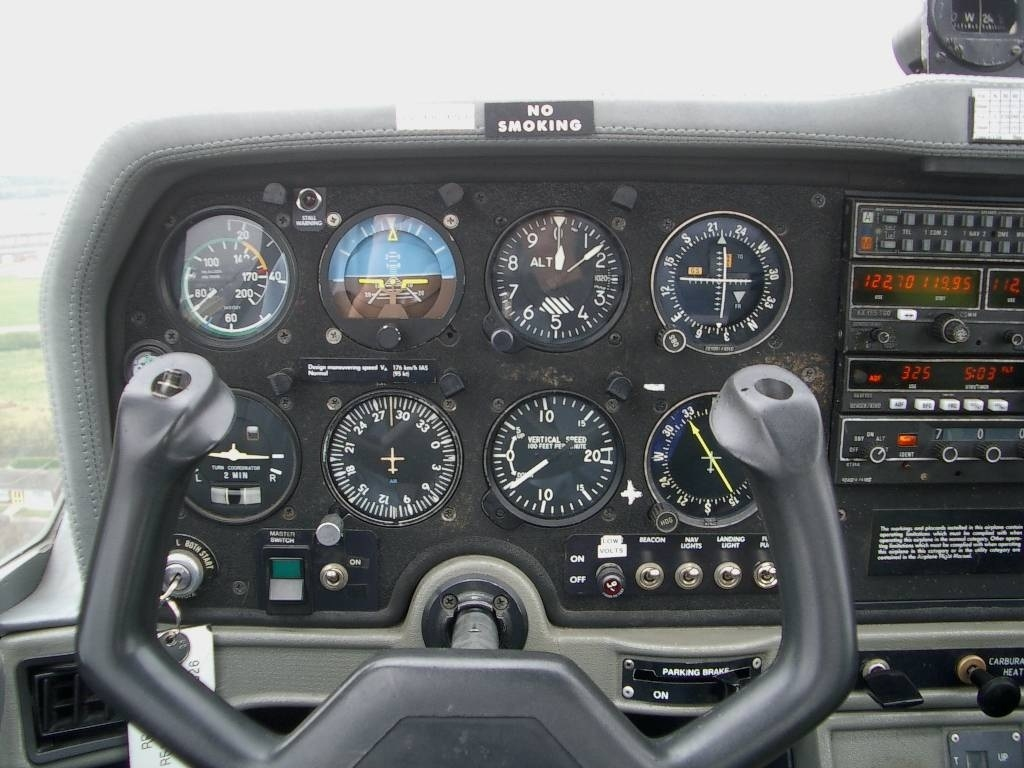

A Grob G 115 a sváb Grob Aircraft AG Mindelheim által gyártott kétüléses kiképző repülőgép.

## Története
A Grob G 115-öt az 1980-as években fejlesztették ki, pilóta alap- és továbbképzés, valamint műrepülő oktatás és képzés céljaira.
A G 110 (első járat február 6., 1982) és a G 112 (első járat 1984) modellek csak kis számban épültek. A G 110: kis szárnyú monoplán, fix GRP Bugradfahrgestell és Lycoming O-235-M1 87 kW-os boxer motorral épült. Azonban 1982 július 24-én  pörgetés közben a repülőgép lezuhant, mire a második prototípus nem fejeződött be. A G 112 konfigurált összecsukható szárnyakkal épült, csökkentett szárnyfesztávolsága és egy módosított függőleges vezérsíkja volt. Az első gép  2500E motorral, a második pedig Lycoming O-235-P1 87 kW-os boxer motorral épült. Ez azonban szintén előfutára volt a sikeres G 115 prototípusnak.
A G 110 és a G 112 típus képezte aztán az alapját a G-115 prototípusnak (egy O235 motor hajtotta), amely az első repülést 1985. november 15-én tette meg. 1987 márciusában állították ki a tanusítványát. 2006 márciusáig mintegy 360 példányt (81 G 115 19 G 115A, 115B 3 G) gyártottak le belőle.
Az első reprezentatív gyártású prototípus G-115 modell, a második, a G-115A prototípus, a G 115-től egy állandó sebességű propellerrel, egy magasabb fin és kormánylapáttal, és a tailplane áthelyezésével különbözött. A G-115 és G-115A termelésben maradt 1990-ig, 1992 végén a vonal újranyitott jobb modellekkel. 2006 márciusáig mintegy 360 példányt (81 G 115 19 G 115A, 115B 3 G) gyártottak le.
Az első sorozatgyártású prototípus változat (leeresztett tailplane és öltöztetett kerekek) azonban lassította a Lycoming O-235-2C  85 kW-os boxer motort és két pengéjű propellert. 1988-tól a G 115B erősebb Lycoming O-320-D2A 111 kW-os motorral készült. Ebben az időben, a négyüléses G 116-os fejlesztésbe bevezetett 147 kW-os Lycoming IO-360 motorral 1988 április 29-én indult az első járat. Azonban a prototípusból ebben az időben kereslet hiánya mutatkozott, ezért 1990-től a G 115 termelését  egy időre leállították, csak 1993-ban kezdődött újra a gyártása a jobb finomított G 115C tipussal. Ebben például a meghajtó Lycoming IO-320 dugattyús 119 kW-os motor és 100 liter helyett a törzs tankok már két 75 literes szárnytankból álltak.
A G 115 D / E / EK - Lycoming dugattyús motor típusától AEIO-360-B1F / B 134 kW vannak ellátva, amelyek úgy lettek módosítva a műrepülő gyakorlatban, hogy a kenés és az üzemanyag-ellátás minden repülési módban biztosított legyen. Erőátvitelre, a 3-blade állandó sebességgel változó propellert használják.
A G 115T egy könnyű Traingsflugzeug az US Air Force pályázatára készült az 1980-as év végén. Ez a gép 1992 júniusában repült az első alkalommal, és egy behúzható futóművel és hathengeres befecskendezéses motor Lycoming AEIO-540, 191 kW-os motorral és négy pengéjű propellerrel volt felszerelve. Mivel a pályázaton győztes nem volt, pihent a projekt és 2000-ben folytatódott a G 120A-val.
Az összes G-115 teljes egészében kompozit szálerősítésű, kiváló felületi minőségű anyagból készült, és ezért különösen nagy aerodinamikai hatásfoka van. A teljes műrepülő engedélyezett maximális kihasználtsága + 6 / -3G.
2008-ban a Grob csődjét követően kezdetben a termelés pihent, de 2009-ben miután a  H3 Aerospac átvette folytatódott a termelés.

## Verziók
- G 115, G 115 A: Az eredeti változatot 1990 építették, 85 kW Textron Lycoming O235H2C meghajtóval, két pengéjű propellerel, önsúlya 590 kg.
- G 115B: erősebb motor Lycoming O-320, 670 kg önsúly
- G 115C: kis változás a sejtfelszíni tartályok magasabb üzemanyag-tároló
- G 115D: műrepülő jogtiszta változata, Lycoming AEIO-360 motor, 3-blade állandó sebesség, változtatható szögű
- G 115E / EK: katonai változata a Royal Navy és a Royal Air Force

## Paraméter adatok
- Szárnyfesztávolsága 10,0 m
- Wing terület 12,2 nm-es
- Hossza 7,8 m
- Magasság 2.8 m
- Üres súly 685 kg
- max. Súlyzós 990 kg
- Minimális sebesség 96 km / h CAS
- Végsebesség VNE 295 km / h (159 kts) TAS
- Haladási sebesség 75% 230 km / h TAS
- max tartományban 45% 1150 km
- A motor teljesítménye 149 kW / 180 LE
- Üzemanyagtartály 143 l
- Off távolság 15 m akadály 461 m
- Leszállási úthossz 15 m akadály 457 m